# Сломка
Сломка (пол. Słomka (dopływ Dunajca)) — гірська річка в Польщі, у Лімановському повіті Малопольського воєводства. Ліва притока Дунайця, (басейн Балтійського моря).

## Опис
Довжина річки 23 км, падіння річки 393  м, похил річки 17,09  м/км, найкоротша відстань між витоком і гирлом — 15,96  км, коефіцієнт звивистості річки — 1,45 . Формується притоками, багатьма безіменними гірськими потоками та частково застосоване гідротехнічне регулювання.

## Розташування
Бере початок на північно-східних схилах гори Остра (924,7 м) на висоті 705 м над рівнем моря у Моргі (частина села Секерчини) (гміна Ліманова). Спочатку тече переважно на північний схід через село Секерчину, далі різко повертає на південний схід і тече через Пшишову, Строні, Сьвідник, Овечку, Рогі, Ядамволю, Ольшану, Ольшанку і у селі Нашацовиці впадає у річку Дунаєць, праву притоку Вісли.

## Цікаві факти
- Навколо річки пролягають туристичні шляхи, яки на мапі туристичній значаться кольором: синім (Млиньчиська — Єжова Вода (895 м) — Ліманова); зеленим (Луковиця — Лижка (803 м) — Куклач (702 м) — Ліманова).[4]

## Притоки
- Лясувка, Луковиця (праві); Западліська (ліва).